# Rhadinella kanalchutchan
Rhadinella kanalchutchan — вид змій родини полозових (Colubridae). Ендемік Мексики.

## Поширення і екологія
Rhadinella kanalchutchan мешкають в регіоні Месета-Сентраль в штаті Чіапас. Вони живуть в сосново-дубових лісах, на висоті від 2300 до 2700 м над рівнем моря. Відкладають яйця.